# NDR Story
NDR Story ist eine Fernsehdokumentationsreihe des Norddeutschen Rundfunks. Im Februar 2024 wurde die Sendereihe von 45 Min in NDR Story umbenannt.

## Schwerpunkte
Schwerpunkte der Dokumentationen sind gesellschaftliche und politische Themen. Die Themen sind nicht nur charakteristisch für das NDR-Sendegebiet Niedersachsen, Hamburg, Schleswig-Holstein und Mecklenburg-Vorpommern, sondern sprechen auch Menschen außerhalb des Sendegebietes an. 2010 wurde die Dokumentationsreihe, damals noch als 45 Min, erstmalig ausgestrahlt. Bis dato wurden mehr als 400 Dokumentationen veröffentlicht.

## Ausstrahlung
Die 45 Minuten langen Dokumentationen werden montags 22 Uhr im NDR Fernsehen ausgestrahlt.
Die Dokumentationen werden ebenfalls in die ARD-Mediathek eingestellt.

## Redaktion der Dokumentationen
Die Redaktion besteht aus folgenden Redakteurinnen und Redakteuren:
- Gabi Bauer
- Kathrin Becker
- Ben Bolz
- Ulla Brauer
- Andrea Breitkreuz
- Christian von Brockhausen
- Julia Saldenholz
- Klaus Scherer
- Dietmar Schiffermüller

## Autorinnen und Autoren der Dokumentation
Die Dokumentationen werden von folgenden Autorinnen und Autoren begleitet:
- Lennart Banholzer
- Alexandra Bidian
- Laura Borchardt
- Antje Büll
- Simona Dürnberg
- Alex Grantl
- Katrin Hafemann
- Simone Horst
- Simon Hoyme
- Ute Jurkovics
- Caroline Rollinger
- Lucas Stratmann